# Rừng nhiệt đới

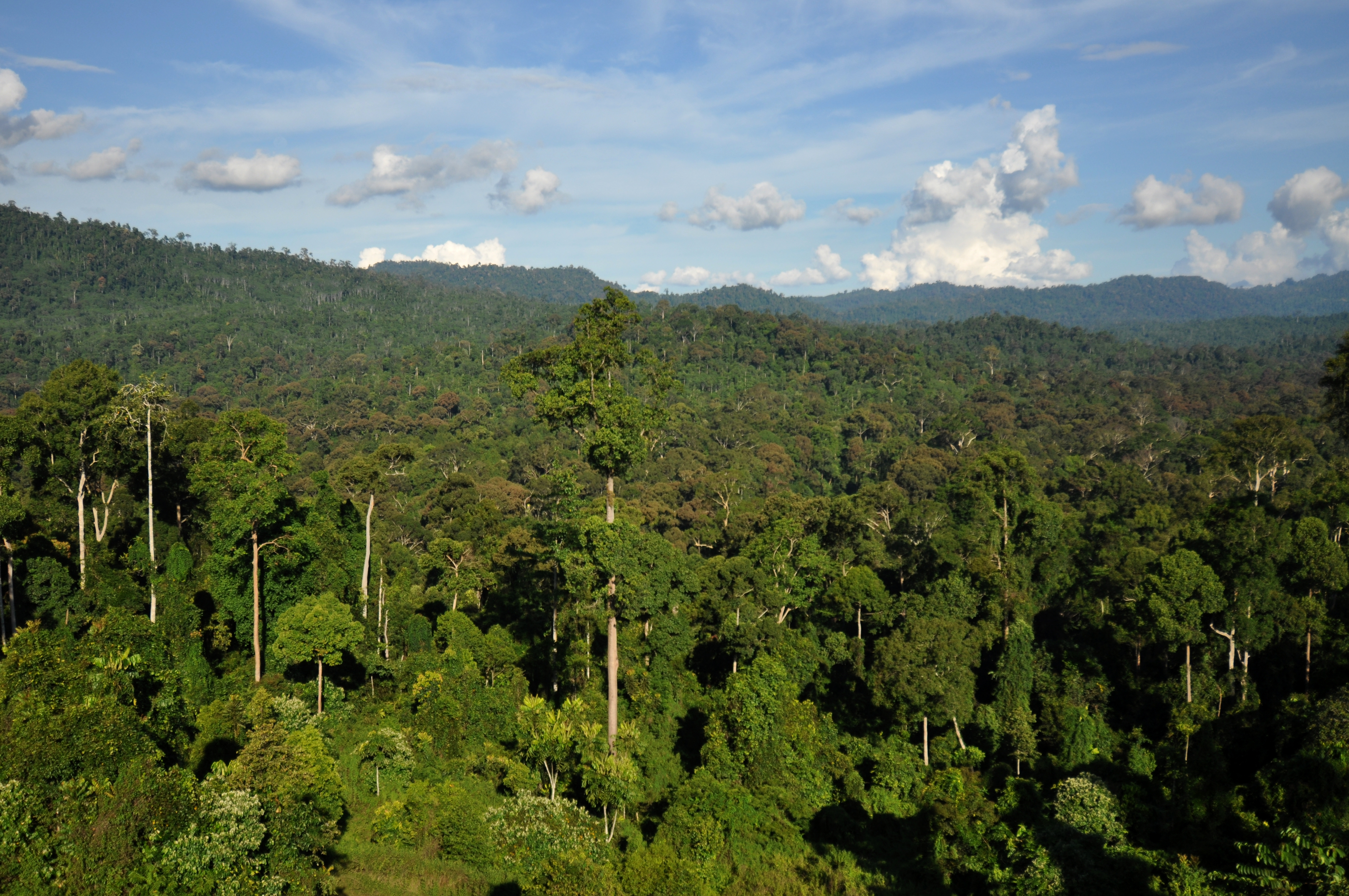
Rừng mưa Borneo

Rừng nhiệt đới là những vùng sinh thái có rừng với khí hậu nhiệt đới – tức là các vùng đất được giới hạn gần đúng bởi chí tuyến Bắc và chí tuyến Nam nhưng có thể bị ảnh hưởng bởi các yếu tố khác như là hướng gió chủ đạo.
Một số loại rừng nhiệt đới rất khó phân loại. Trong khi rừng ở vùng ôn đới dễ dàng được phân loại dựa trên mật độ tán cây thì các phương pháp như vậy không hiệu quả ở rừng nhiệt đới. Không có một phương pháp duy nhất nào để xác định một khu rừng là gì, bất kể là ở vùng nhiệt đới hay ở nơi khác. Do những khó khăn này nên thường có sự khác nhau trong thông tin về phạm vi của rừng nhiệt đới ở các nguồn khác nhau. Tuy nhiên, rừng nhiệt đới rất rộng lớn, chiếm gần một nửa diện tích rừng trên thế giới. Miền nhiệt đới có tỷ lệ rừng lớn nhất thế giới (45%), tiếp theo là miền bắc, ôn đới và cận nhiệt đới.
Hơn 3,6 triệu ha rừng nhiệt đới nguyên sinh đã bị mất vào năm 2018.

## Lịch sử
Rừng mưa nhiệt đới đầu tiên xuất hiện vào kỷ Devon, đặc trưng chủ yếu là các loài thực vật Pseudosporochnalea và Archaeopteridalea. Các khu rừng có tán khác mở rộng về phía bắc-nam đường xích đạo trong kỷ Paleogen khoảng 40 triệu năm trước do sự xuất hiện của khí hậu khô hơn và mát hơn.
Rừng nhiệt đới lần đầu tiên được xác định là một loại quần xã sinh vật cụ thể vào năm 1949.

## Phân loại
Rừng nhiệt đới thường được coi là rừng mưa thường xanh và rừng ẩm, nhưng hai loại này chỉ chiếm một phần trong số các khu rừng nhiệt đới (tùy thuộc vào cách chúng được định nghĩa – xem bản đồ). Các khu rừng nhiệt đới còn lại là sự đa dạng của nhiều loại rừng khác nhau bao gồm: Rừng bạch đàn, rừng lá kim nhiệt đới, rừng trảng cỏ (ví dụ như rừng Sahel) và rừng trên núi (những nơi có độ cao lớn hơn là rừng sương mù). Ngay cả trên những khoảng cách tương đối ngắn, ranh giới giữa các quần xã sinh vật này cũng có thể không rõ ràng, với các vùng đệm chuyển tiếp giữa các loại chính.

Vùng sinh thái rừng nhiệt đới (FAO)

Đất rừng nhiệt đới từ bản báo cáo FO FRA2000 của UN

Loại phụ khí hậu nhiệt đới (Theo phương pháp phân loại Köppen):
Af—Khí hậu rừng mưa nhiệt đới,
Am—Khí hậu nhiệt đới gió mùa,
Aw—Khí hậu xavan.

Bản chất của rừng nhiệt đới ở bất kỳ khu vực nào đều bị ảnh hưởng bởi những yếu tố khác nhau, trong đó quan trọng nhất là:
- Địa lý: vị trí và vùng khí hậu (xem các loại phụ), với:
  - Nhiệt độ tương đối đồng đều ở rừng mưa xích đạo hoặc có mùa lạnh hơn ở vĩ độ cận nhiệt đới;
  - Mức độ mưa và tính theo mùa, với mùa khô mạnh ảnh hưởng đáng kể đến hệ thực vật (ví dụ như sự chiếm ưu thế của cây dây leo);[10]
  - Độ cao ảnh hưởng đến những yếu tố trên, thường tạo ra các "đảo sinh thái" có tính đặc hữu cao (ví dụ như núi Kinabalu ở rừng nhiệt đới Borneo).[11]
- Lịch sử: tuổi tiền sử của rừng và mức độ xáo trộn gần đây, việc thay đổi rừng nguyên sinh (thường có mức đa dạng sinh học tối đa) thành rừng thứ sinh, việc thoái hóa thành rừng tre sau thời kỳ canh tác du canh kéo dài (như ở một số khu vực Đông Dương).[12]
- Đặc điểm đất (cũng tùy thuộc vào nhiều cách phân loại khác nhau): bao gồm độ sâu và khả năng thoát nước.[13]

### Chương trìnhGlobal 200
Chương trình Global 200 do Quỹ Động vật hoang dã Thế giới thúc đẩy đã phân loại ba loại môi trường sống (quần xã sinh vật) rừng nhiệt đới chính bằng cách nhóm các khu vực nhiệt đới và cận nhiệt đới lại với nhau (bản đồ bên dưới):
- Rừng lá kim nhiệt đới và cận nhiệt đới.
- Rừng lá rộng khô cận nhiệt đới và nhiệt đới.
- Rừng lá rộng nhiệt đới ẩm và cận nhiệt đới.

## Mối đe dọa
Một số khu rừng nhiệt đới tuy đã được chỉ định là khu vực hoang dã có đa dạng sinh học cao nhưng vẫn phải chịu nhiều tác động khác nhau bao gồm cả những áp lực cục bộ như mất và suy thoái môi trường sống và biến đổi khí hậu do con người gây ra.
Các nghiên cứu cũng chỉ ra rằng biến đổi khí hậu đang diễn ra đang làm tăng tần suất và cường độ của một số hiện tượng khí hậu cực đoan (ví dụ như hạn hán, sóng nhiệt và bão), kết hợp với các tác động cục bộ khác của con người, đang gây ra những hậu quả sinh thái tiêu cực chưa từng có đối với các khu rừng nhiệt đới trên toàn thế giới. Tất cả các khu rừng nhiệt đới đều đã trải qua ít nhất một số mức độ xáo trộn nào đó.